# 퍼블릭 도메인의 날

퍼블릭 도메인의 날(Public Domain Day, PDD)은 저작권이 만료되고 저작물이 퍼블릭 도메인에 들어가는 날을 기념하는 날이다. 저작권 저작물의 퍼블릭 도메인으로의 법적 전환은 일반적으로 각 국가의 개별 저작권법에 따라 매년 1월 1일에 이루어진다.
"퍼블릭 도메인의 날" 준수는 처음에는 비공식적이었다. 가장 먼저 알려진 언급은 2004년에 월리스 맥클린(캐나다 퍼블릭 도메인 활동가)이었으며, 로런스 레시그가 이 아이디어를 지지했다. 몇몇 웹사이트에는 매년 1월 1일에 퍼블릭 도메인에 진입하는 작품의 작가 목록이 나와 있다. 퍼블릭 도메인의 날이라는 기치 아래 전 세계 여러 나라에서 다양한 조직이 활동을 펼치고 있다.

## 같이 보기
- 소프트웨어 자유의 날